# Anarta striata
Anarta striata är en fjärilsart som beskrevs av Edward Alfred Cockayne 1952. Anarta striata ingår i släktet Anarta och familjen nattflyn. Inga underarter finns listade i Catalogue of Life.